# Labyrinthe de maïs

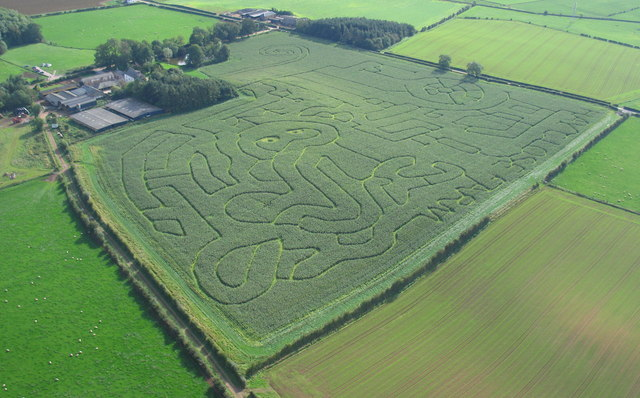
Un labyrinthe de maïs en Cumbria.

Un labyrinthe de maïs est un labyrinthe taillé dans un champ de maïs.
Ce sont des attractions touristiques populaires en Amérique du Nord et ils permettent aux exploitations agricoles de générer des revenus touristiques.

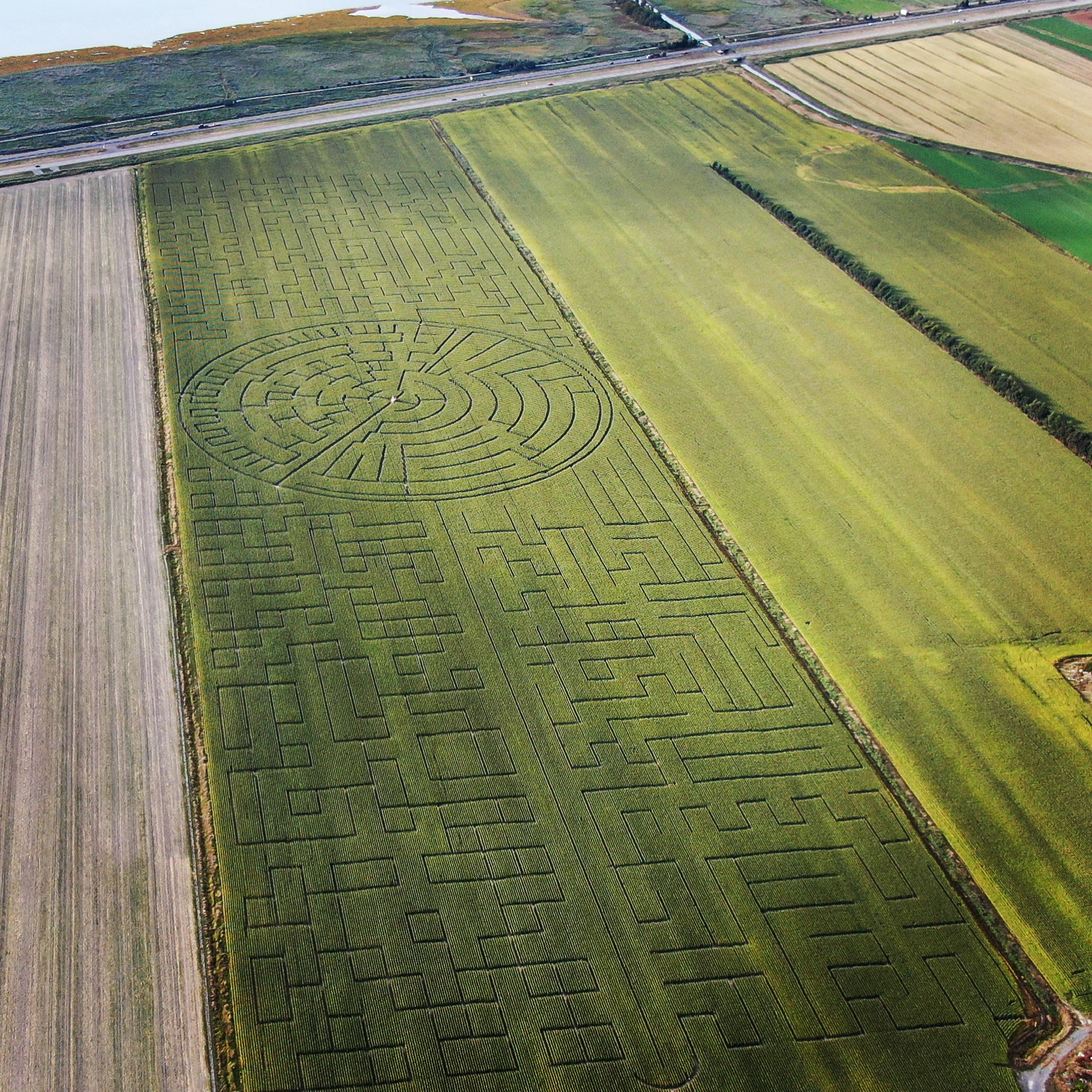
Le Grand labyrinthe Kamouraska.

Depuis 2022, le détenteur du record guinness du plus grand labyrinthe de maïs est Luc Pelletier. Le Grand labyrinthe Kamouraska est situé à La Pocatière Québec Canada. 

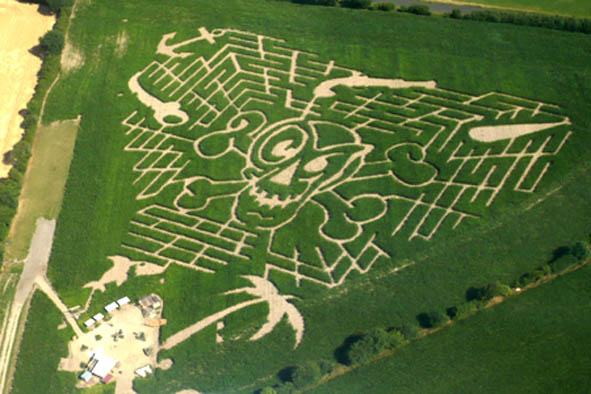
Un labyrinthe de maïs sur le thème de la piraterie près de Delingsdorf.
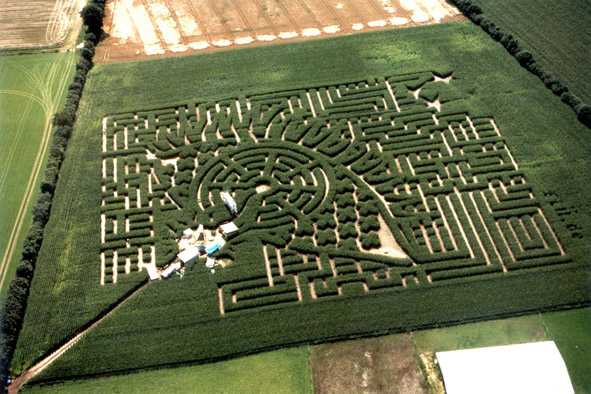
Un autre labyrinthe de maïs près de Delingsdorf.
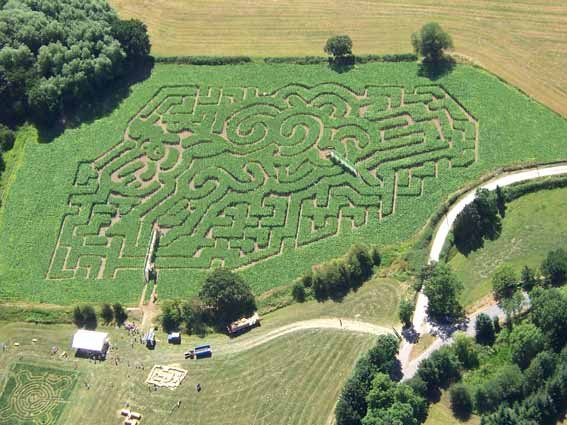
Un autre labyrinthe de maïs près de Cawthorn (en).
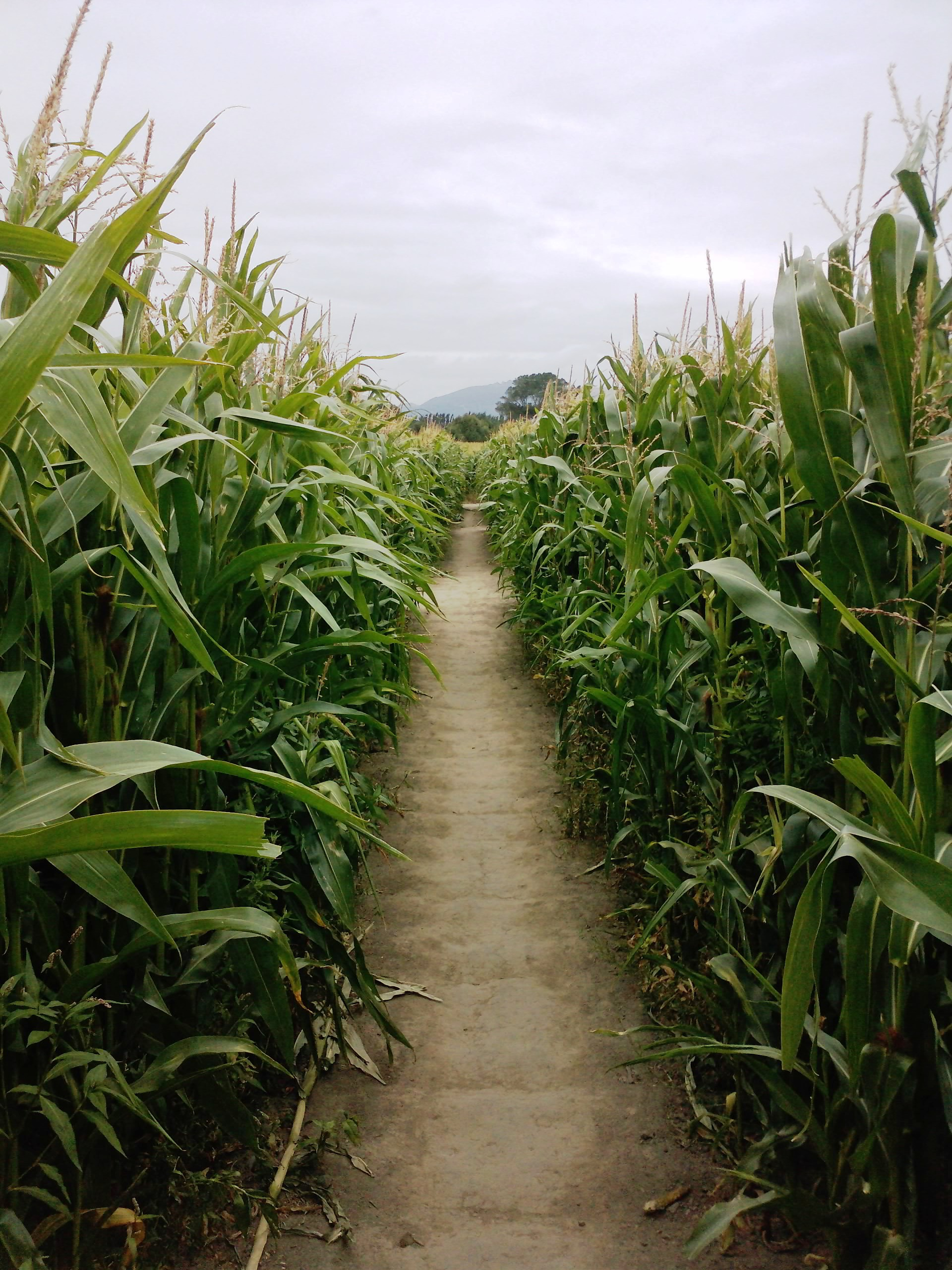
Allée type d'un labyrinthe de maïs.
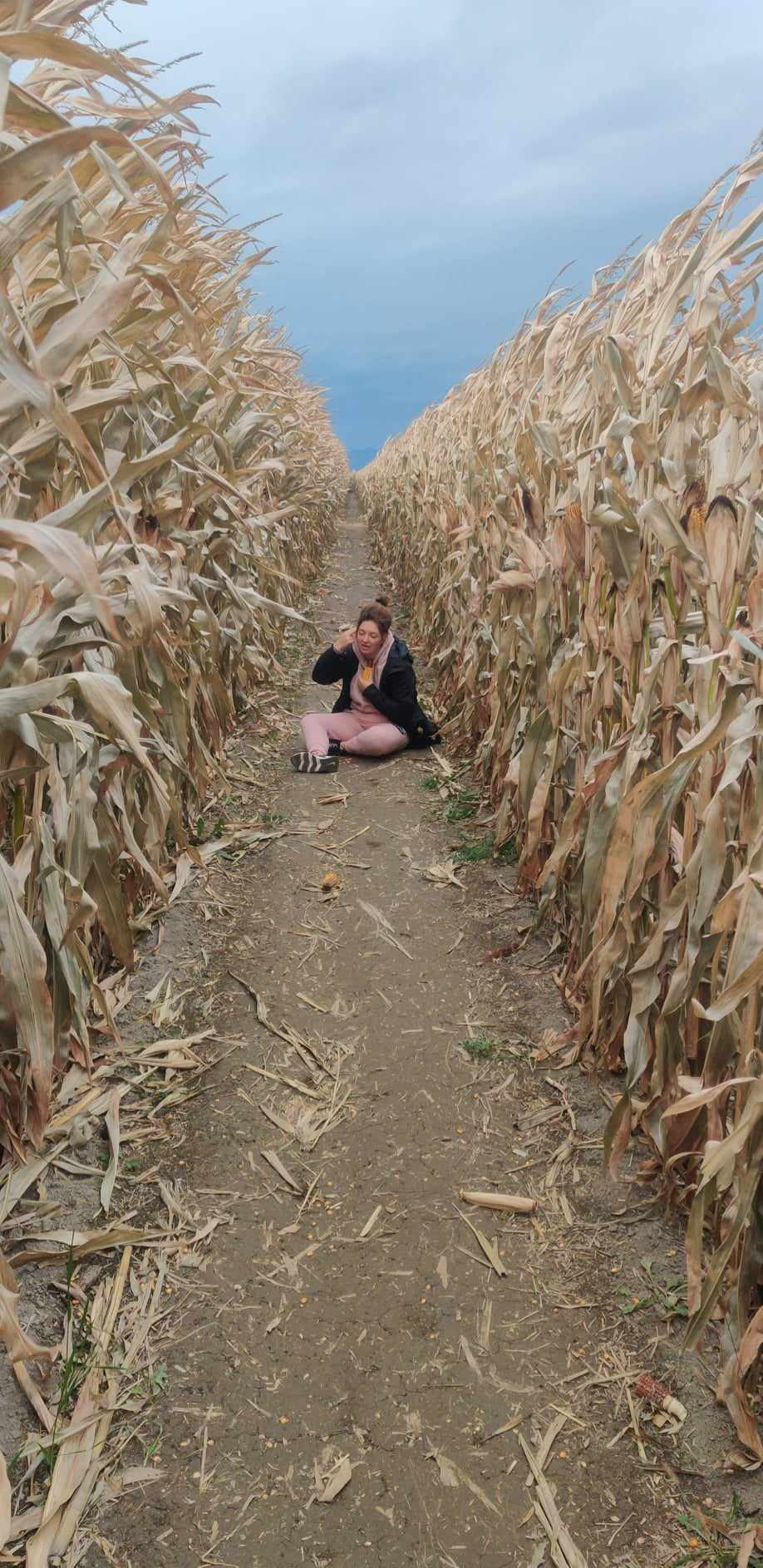
Une allée du Grand labyrinthe Kamouraska en 2022.